# Публій Корнелій Лентул Марцеллін (монетар)
Публій Корнелій Лентул Марцеллін (лат. Publius Cornelius Lentulus Marcellinus, близько 127 до н. е. — після 100 до н. е.) — державний діяч Римської республіки.

## Життєпис
Походив з плебейського роду Клавдіїв Марцеллів. Син Марка Клавдія Марцелла, претора, легата 102 і 90 років до н. е. Був усиновлений за заповітом патрицієм Публієм Корнеліїм Лентулом. Зберіг свій плебейський статус.
Володів хорошими здібностями красномовця. У 100 році до н. е. обіймав посаду монетарія. На своїй посаді карбував нові аси та денарії. Про подальшу долю його немає відомостей.

## Родина
Дружина — Корнелія, донька Публія Корнелія Сципіона Назіки Серапіона, консула 111 року до н. е.
Діти:
- Публій Корнелій Лентул Марцеллін, квестор 75 року до н. е.
- Гней Корнелій Лентул Марцеллін, консул 56 року до н. е.